# Шада (приток Ваи)

Шада — река в России, протекает в Тонкинском районе Нижегородской области и Кикнурском районе Кировской области. Устье реки находится в 71 км по левому берегу реки Вая. Длина реки составляет 14 км.
Исток реки находится в лесах близ границы двух областей в 29 км к северо-востоку от посёлка Тонкино. Река течёт на северо-запад по ненаселённому лесному массиву. Верхнее и среднее течение проходит по территории Кировской области, нижнее — по Нижегородской. Впадает в Ваю к северу от деревни Березники.

## Данные водного реестра
По данным государственного водного реестра России относится к Верхневолжскому бассейновому округу, водохозяйственный участок реки — Ветлуга от города Ветлуга и до устья, речной подбассейн реки — Волга от впадения Оки до Куйбышевского водохранилища (без бассейна Суры). Речной бассейн реки — (Верхняя) Волга до Куйбышевского водохранилища (без бассейна Оки).
По данным геоинформационной системы водохозяйственного районирования территории РФ, подготовленной Федеральным агентством водных ресурсов:
- Код водного объекта в государственном водном реестре — 08010400212110000043175
- Код по гидрологической изученности (ГИ) — 110004317
- Код бассейна — 08.01.04.002
- Номер тома по ГИ — 10
- Выпуск по ГИ — 0